# Karl Jaberg
Karl Jaberg, né le 24 avril 1877 à Langenthal, décédé le 30 mai 1958  à Berne, est un romaniste, linguiste et dialectologue suisse. De 1907 à 1945, il est professeur à l’université de Berne.
Avec Jakob Jud, il est le coauteur de l’Atlas linguistique et ethnographique de l’Italie et de la Suisse méridionale (AIS).